# Cerro Curutú
El Cerro Curutú es una meseta montañosa ubicada en el Parque nacional Jaua-Sarisariñama, en el extremo sureste del estado Bolívar en Venezuela, cerca de la frontera con Brasil. A una altura promedio de 1.314 m s. n. m., el Cerro Curutú es una de las montañas más altas en Bolívar.
Como la mayoría de los tepuyes en la región, el Curutú es una de las más aisladas del país. El Curutú está rodeado de comunidades indígenas incluyendo «Uriranteriña» al oeste y «Guaña» al sur.